# فهرست جنگ‌های اسرائیل
این فهرست جنگ‌های اسرائیل است. از زمان اعلام استقلال اسرائیل در مه ۱۹۴۸، دولت اسرائیل، جنگ‌های مختلف با کشورهای عربی همسایه خود، مقابله با دو قیام بزرگ فلسطینی معروف به انتفاضه اول و انتفاضه دوم و نیز سایر درگیری‌های مسلحانه که ریشه در درگیری اسرائیل و اعراب دارد را انجام داده است.

## فهرست جنگ‌ها
- جنگ ۱۹۴۸ اعراب و اسرائیل
- شورش فدائیان فلسطین
- بحران سوئز
- جنگ شش‌روزه
- جنگ فرسایش‌زا
- جنگ یوم کیپور
- مقاومت فلسطین در جنوب لبنان
  - جنگ ۱۹۸۲ لبنان
- درگیری جنوب لبنان (۱۹۸۵–۲۰۰۰)
- انتفاضه اول
- انتفاضه دوم
- درگیری ۲۰۰۶ غزه و اسرائیل
- جنگ ۲۰۰۶ اسرائیل و لبنان
- جنگ غزه (۲۰۰۸–۲۰۰۹)
- جنگ ۲۰۱۲ غزه
- جنگ ۲۰۱۴ غزه
- جنگ داخلی سوریه
  - درگیری ایران و اسرائیل در طول جنگ داخلی سوریه
- بحران ۲۰۲۱ اسرائیل و فلسطین
- جنگ غزه
  - حمله اسرائیل به نوار غزه
- درگیری اسرائیل و حزب‌الله (۲۰۲۳–اکنون)
  - حمله ۲۰۲۴ اسرائیل به لبنان
- حمله اسرائیل به سوریه (۲۰۲۴–اکنون)
- جنگ ایران و اسرائیل